# Sittingbourne
Sittingbourne is een plaats in het bestuurlijke gebied Swale, in het Engelse graafschap Kent. De plaats telt 55.000 inwoners.